# Barong Tagalog

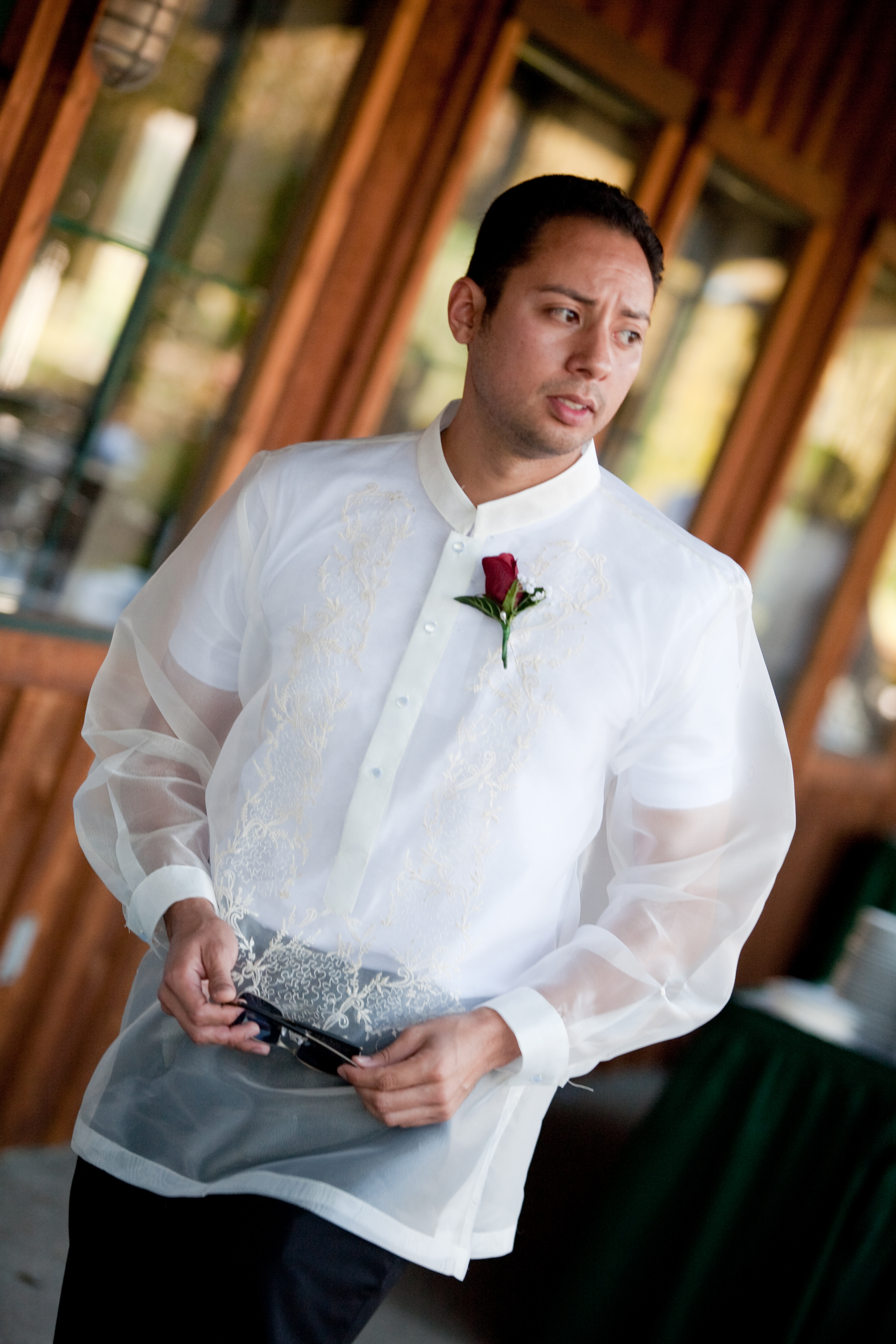
Ein auf einer Hochzeit getragener Barong mit einer Einsteckblume

Barong Tagalog (Tagalog, dt. ‚Tagalog Kleidung‘), kurz auch Barong oder Baro, ist ein besticktes, langärmeliges Hemd für Männer und Nationaltracht auf den Philippinen. Es wird vor allem zu Hochzeiten und anderen formellen Anlässen getragen. Das Pendant für Frauen heißt Baro’t saya.

## Geschichte
Der Barong Tagalog geht auf das Kleidungsstück baro (dt. ‚Hemd‘ oder ‚Kleidung‘) der Tagalog zurück, ein einfaches, kragenloses Hemd mit enganliegenden langen Ärmeln, das von Männern und Frauen auf den präkolonialen Philippinen getragen wurde. Baros wurden aus Abacá-Fasern gewebt, später auch aus importierter Seide, Baumwolle oder Kapok. Im Spanischen wurde diese Art Hemd canga oder chamerreta genannt. Das baro wandelte sich im Laufe der Zeit durch Handelskontakte mit benachbarten Regionen, insbesondere wurde sein Aussehen durch die südasiatische Kurta beeinflusst.

### Kolonialzeit

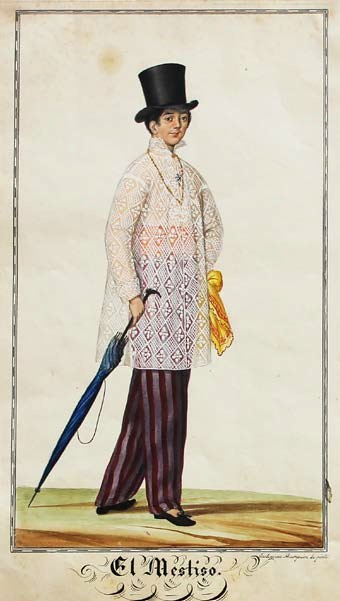
Ein barong mahaba mit einer Halskrause, dargestellt in El Mestiso von Justiniano Asuncion (ca. 1841)

Mit Beginn der spanischen Kolonialzeit wurde der baro zu einem Hemd des gemeinen Volkes. Darstellungen der Principalía aus dem 16. bis 18. Jahrhundert weisen darauf hin, dass die Oberschicht (inklusive der Philippinos und Mestizen) zu dieser Zeit ausschließlich Kleidung im europäischen Stil trug. Zwischen den 1820er und 1840er Jahren kam unter Einheimischen und Mestizen der barong mahaba (dt. ‚langer Baro‘) in Mode, der bereits einige der Merkmale des späteren Barong Tagalog trug: gewebt aus nipis (ein steifes Mischgewebe aus Abacá und Piña), bestickt, mit langen Ärmeln, weiter Silhouette und Schlitzen an beiden Seiten.
In den 1840er Jahren wurde der barong mahaba durch den Barong Tagalog verdrängt, der nun viel kürzer ausfiel und weniger auffällige Krägen hatte. Anfangs wurden sie mit weiten Hosen kombiniert, die jedoch gegen Ende des 19. Jahrhunderts allmählich schmaler wurden und den heutigen Hosen entsprechen. Auch die Farben der Barong Tagalogs wurden im Gegensatz zu den farbenfrohen barong mahaba-Ensembles früherer Jahrzehnte gedeckter und einfarbiger. Ab Mitte des 19. Jahrhunderts waren die Barong Tagalogs in der Regel eine Kombination aus Schwarz und Weiß, Blau und Weiß oder ganz in Weiß gehalten.

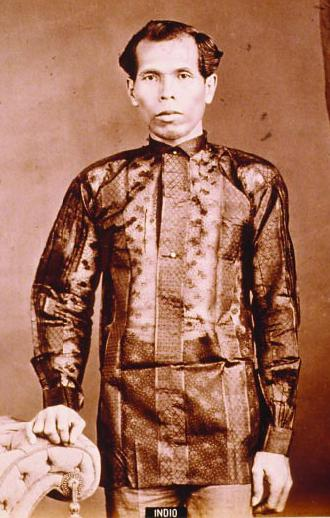
Ein Philippino in einem dunklen Barong Tagalog, ca. 1870

Eine häufig wiederholte, aber falsche Annahme ist, dass die spanischen Kolonisatoren die Philippinos zwangen, ihre Barong Tagalogs mit herabhängenden Hemdzipfeln zu tragen, um sie von der herrschenden Klasse zu unterscheiden; der durchsichtige Stoff zeigte angeblich, dass der Träger darunter keine Waffe verbarg. Für die Zeit vom 16. bis zum späten 19. Jahrhundert gibt es keine historischen Aufzeichnungen darüber. Es gab keine Vorschriften, die die Verwendung von durchsichtigem Material vorschrieben oder das Einstecken von Männerhemden verboten. Baros wurden immer offen getragen, auch in der vorkolonialen Zeit, und bis zum 19. Jahrhundert waren sie häufig nicht durchscheinend.
Die Popularität des Barong Tagalog nahm während der amerikanischen Kolonialzeit weiter ab. Er wurde bei den meisten formellen Anlässen durch Anzüge (auf den Philippinen als Americana bekannt) und Smokings ersetzt. Im Gegensatz dazu trugen die Frauen weiterhin den einheimischen Terno (eine modernisierte und vereinheitlichte Version des Baro’t Saya).

### Moderne
Nach der Unabhängigkeit der Philippinen am 4. Juli 1946 blieb der Americana die vorherrschende formelle Kleidung, unter anderem von den Präsidenten Manuel Roxas und Elpidio Quirino getragen. 1953 gewann jedoch Ramón Magsaysay die Präsidentschaftswahl, der als ein „Mann der Massen“ galt. Bei seiner Amtseinführung trug er einen Barong Tagalog. In der Presse wurde die Symbolik von Magsaysay in einem Barong Tagalog und dem scheidenden Quirino in einem westlichen Anzug betont, in der ein „Bruch“ zwischen den unabhängigen Philippinen und deren kolonialer Vergangenheit gesehen wurde. In seiner Amtszeit trug Magsayday bei den meisten öffentlichen und privaten Staatsanlässen Barong Tagalog. Andere philippinische Präsidenten folgten seinem Beispiel, und als Diosdado Macapagal in den 1960er Jahren sein Amt antrat, war der Barong Tagalog als formelle Kleidung anerkannt. Vor allem Ferdinand Marcos trug den Barong Tagalog bei fast jeder Gelegenheit. Im Jahr 1975 erließ Marcos ein Dekret, das den Barong Tagalog zusammen mit dem Baro’t Saya zur offiziellen Nationaltracht erklärte.
Nach Marcos’ Erlass wurde das Tragen des Barong Tagalog zur Vorschrift für Angestellte der Regierung und privater Unternehmen sowie als Schuluniform. In den 1970er bis 1980er Jahren verwendeten Unternehmen wie die Philippine Airlines, die Ayala Corporation und die Allied Bank Barong Tagalog als Uniform. In dieser Zeit entwickelten sich verschiedene halbformelle und informelle Versionen des Barong Tagalog, darunter der kurzärmelige Polo-Barong und der Leinen-Barong. 1998 ordnete der Richter des Obersten Gerichtshofs Hilario Davide Jr. das Tragen des Barong Tagalog für alle Angestellten der philippinischen Justiz an.
Während der Barong Tagalog zwar als formelle Kleidung Verbreitung fand, trugen Bräutigame bei Hochzeiten in der Nachkriegszeit meist einen westlichen Anzug und die Braut einen Terno. In den 1990er Jahren wandelte sich die Situation jedoch: Seitdem tragen Bräutigame nun fast immer Barong Tagalog, während die Frauen westliche Brautkleider bevorzugen.